# トニー・ブレア
サー・アントニー・チャールズ・リントン・ブレア（Sir Anthony Charles Lynton Blair KG、1953年5月6日 - ）は、イギリスの政治家、弁護士。同国第73代首相（在任: 1997年5月2日 - 2007年6月27日）、第18代労働党党首、庶民院議員（7期）。
前近代的・封建的な慣習や制度が残存していた貴族院の世襲議員議席数の制限と最高裁判所の権能独立という二大改革を成し遂げ、近代的な権力分立制の確立を達成した。また、2000年捜査権限規定法を成立させた。市場重視政策による経済の好調により高い支持を受け、近代英国ではサッチャー政権に次ぐ長期政権（労働党政権では最長）を築いた。その一方、アメリカの対テロ戦争を積極的に支持してイラク戦争への参戦は大きな非難を浴び、その政権期間はイギリスの歴史上最も高い支持率と最も低い支持率を記録した。

## 来歴

### 生い立ち
1953年5月6日にスコットランドのエディンバラで誕生。父親のレオ(1923〜2012)は弁護士・ダラム大学講師などを務め、保守党の下部機関「ダラム保守協会」の会長も務めた。ブレアは、オーストラリアのアデレードやイギリスのダラムで幼年期を過ごした。
1971年に「スコットランドのイートン校」として知られるエディンバラのフェテス・カレッジを卒業した。大学では、後に彼が大法官に任命することになるチャールズ・ファルコナーに出会った（ただし、ファルコナーは、グレナールモンドのトリニティ・カレッジ出身）。フェテス・カレッジは校則の厳しい学校であったが、ここでのブレアは頻繁に規則を破る問題児であった。
卒業後、1年間の休暇を取ってフランスへ渡り、アルバイトなどをして過ごす。そのため、ブレアのフランス語は流暢である。その後、オックスフォード大学・セント・ジョンズ・カレッジで法律を学ぶ。在学中は髪を伸ばし、「アグリー・ルーマーズ」というハードロックバンドのボーカリストとしても活動した。同時に友人のピーター・トムソンから影響を受け、スコットランドの哲学者ジョン・マクマレイの思想やキリスト教社会主義に傾倒する。アイザック・ドイッチャーを通してマルクス主義、特にトロツキズムの影響も受けたと語っている。この時期の友人には、後にウガンダの外相となるオララ・オタンノがいた。また、フェビアン協会に所属していた。
大学卒業の2週間後、母親ヘゼル(1923〜75)を亡くす。また、労働党に入党したのも大学卒業の直後である。法廷弁護士資格試験のためにロンドンのリンカーン法曹院で修習を行い、法廷弁護士となる。この時、司法修習を担当したブレアの師が、後の大法官デリー・アーヴァインで、後に妻となるシェリー・ブースとも同僚であった。1980年春、シェリーと結婚する。

### 政治家への転身

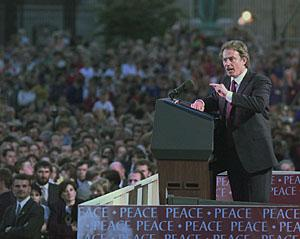
1998年首相在任当時、アルスター地方アーマーにて演説を行うブレア

1982年、ビーコンズフィールドでの補欠選挙に出馬するものの、この選挙区は保守党の強固な地盤であり、なおかつフォークランド紛争中で保守党への追い風が吹いていたため、大差をつけられ落選した。しかし、この補選でブレアの応援に駆けつけた党首のマイケル・フットやニール・キノック、ジョン・スミスら党指導部はブレアの才能を認め、中でもフットはBBCのインタビューで「我々はブレアを誇りに思う。結果がどうであれ、彼はいずれイギリス政治の中で大人物になると思う」と絶賛した。
- 労働党を選んだ理由

父・レオは造船所の整備工に養子として育てられ、若い頃はグラスゴー共産主義青年団の事務局長を務めるほどの左翼だった。しかし、のちに弁護士を経て活発な保守主義者に変身した。この父親の転向をみて、世間一般にいう「成功＝保守」というつながりを断ちたいという政治的野望を持つに至った。
1983年の総選挙において、イングランド北部のセッジフィールド選挙区から下院議員に初当選する。翌1984年、大蔵・経済関係担当野党スポークスマンとなる。1987年には影の内閣の閣僚となり、1988年まで影のエネルギー担当大臣、1988から1989年まで影の雇用大臣として活動した。その後、雇用担当野党スポークスマンを経て、1992年から1994年まで影の内相を務めた。
ブレアは盟友ゴードン・ブラウンとともに、党の近代化を唱える「モダナイザー」と呼ばれるグループのリーダーだった。モダナイザーたちは反資本主義的な政策を改め、サッチャー革命の恩恵を受けた中産階級に新しい支持層を求めるべきだと主張した。
1994年、ジョン・スミスの急死後に開かれた党首選で党首代行だったマーガレット・ベケット副党首らを破り、労働党党首になる。なお、この選挙ではブラウンがブレアの支持にまわる代わりに、後にブラウンがブレアの後継となるという密約（ブレア=ブラウン密約）が交わされていたとされている。
党首選での一般党員の投票権を強くして、労働組合のブロック投票を著しく制限した。労働党の党綱領から、生産手段と輸送の国有化を削除して経済政策を自由市場経済に転換する「第三の道」と呼ばれる路線に変更する。これが功を奏し、1997年の総選挙で労働党を地滑り的勝利（659議席中419議席を獲得）に導き、首相に就任する。

### 英国首相へ

2004年、ホワイトハウスにてジョージ・W・ブッシュアメリカ合衆国大統領 (当時) と握手するブレア

総選挙勝利後、バッキンガム宮殿へ首相任命式に訪れる。その際、女王エリザベス2世はブレアに「あなたは私の10人目の首相です。最初はウィンストン。あなたが生まれる前のことね」と語りかけた。後にブレアは「彼女は元首であり、私は彼女の首相だった」と振り返っている。
首相1期目、イギリス最後の植民地だった香港を中国に引き渡す返還式典に出席し、大英帝国は事実上終焉した。また、ブレアは北アイルランド問題の解決に努め、アイルランド首相のバーティ・アハーンとともに北アイルランド和平に向けた協議を進めた。そして1998年にイギリスとアイルランドの間でベルファスト合意（聖金曜日協定）を締結した。アメリカのビル・クリントン政権とは、同じ第三の道を掲げる中道左派政権として協力し、クール・ブリタニアと呼ばれる国家ブランド戦略も打ち出した。
2001年6月の総選挙で、413議席とほぼ前回並みの議席数で圧勝した。2001年9月11日にアメリカ同時多発テロが起きると、ジョージ・W・ブッシュ大統領の対テロ戦争を支持して英米関係を強化し、対米屈従であるとして「ブッシュのプードル」と揶揄された。
2005年5月5日実施の総選挙でも、議席数は356（この時の総議席数は646、過半数は324）と大幅に減ったものの勝利を収め、労働党史上初の3期連続政権を実現させた。しかし、ブレア自身は首相として闘う最後の選挙であると明言していたため、3期目途中で党内ライバルであるブラウンへの党首、首相職の禅譲は既定路線となっていった。
アフガニスタン紛争とイラク戦争への批判が高まるにつれ支持率は低下した。一方で貧困問題や地球温暖化問題、途上国債務問題など地球的難題に積極的に取り組み、内政では15年以上に及ぶ景気拡大を実現した。
反テロ法の成立に熱心で、監視カメラを張り巡らせてイギリスを監視社会に変化させ、IDカードの全国民義務化を掲げて2006年に国民IDカード法も成立させるなどテロ対策を強化してきた。しかし、マドリード列車爆破テロ事件など欧州に及び始めていたテロが、ついにテロ被害の空白地帯だったイギリスにまで波及し、2005年7月7日にロンドン同時爆破事件がグレンイーグルズ・サミット開催中に発生。同年12月には最大野党・保守党が若手のデービッド・キャメロンを党首に選出すると、与野党の支持率は逆転した。
さらに、労働党議員の大量造反によって新しいテロ対策の法案が否決されたことや、統一地方選挙で労働党が大きく議席を減らしたことなど、政権の弱体化が取りざたされるようになり、早期退陣論が強まっていった。加えて2006年3月にはブレアとその側近が政治資金を得る目的で一代貴族創設に関与した疑いが持たれ、栄典濫用防止法違反の疑いで警察から事情聴取を受けた。

### 退陣とその後
2007年5月10日、地元セッジフィールドでの支持者を前にした演説で、労働党党首および首相を辞任することを発表した。
この演説からわずか1週間後には、ブラウンが次期党首となることが決まり、2007年6月24日開催の臨時党大会で正式にブラウンが党首に選出されたことにより2007年6月27日に退陣した。また、それと同時に議員を辞職し政界からも引退した。なお、副首相を務めてきたジョン・プレスコットもブレアと同時に辞任するほか、ジョン・リード内務大臣、ゴールドスミス司法長官ら側近も退陣した。
退陣後もリスボン条約の発効により設置される初代「欧州連合（EU）大統領」候補にフランスのサルコジ大統領から推薦され注目を集めたが、他のEU加盟国から強く反対され実現しなかった。以降は世界経済フォーラム年次総会などを通じ、環境問題などに対する積極的な発言を続けている。ほかに2008年にイェール大学経営大学院、神学大学院にてフェローとして教壇に立った。
2008年3月14日に来日して当時の福田康夫首相と会談し、閣僚級会合で基調講演を行った。TBS系列「筑紫哲也NEWS23」の17日放送の回に出演。日本の市民100人とタウンミーティング形式で直接対話を行った。
2008年8月には2008年北京オリンピックの開会式に出席した。
2009年にイスラエルのダン・デイヴィッド賞を受賞。
2010年1月29日、2003年のイラク戦争参戦に関する独立調査委員会の公聴会で証人喚問を受けた。ブレアは参戦の正当性を主張し、サッダーム・フセインイラク大統領（当時）を排除したことは後悔していないと語った。結局、イラクで大量破壊兵器が発見されることはなかったため、2002年9月の「イラクは45分間で大量破壊兵器を発射できる」とした報告などで、参戦を正当化するための情報操作が行われたのではないかとの疑念が持ち上がったが、ブレアはこの情報は「訂正されるべき」だったと認めた。
同年9月1日、回顧録「ジャーニー」を出版。
2011年10月24日にはカザフスタン共和国外務省より、同国政府の経済改革担当顧問への就任が発表された。
2013年9月7日と2014年10月17日に来日し、世界オピニオンリーダーズサミットにスペシャルゲストとして参加した。
2015年9月には中国人民抗日戦争・世界反ファシズム戦争勝利70周年記念式典に出席した。
2019年12月、総選挙における労働党の敗北を受け、「労働党はそのわがままによって、結果的にブレグジットを手助けしてしまった」とジェレミー・コービンら党執行部を強く批判した。これに対してコービン支持者のリチャード・バーゴンは、「ブレア氏の発言は物事を簡略化しすぎている」と述べて反発した
。
2022年、政治における功績を讃えられガーター勲章を受章。しかし左派活動家や反戦運動家らが、イラク戦争への参戦を決めたブレアには死者に対する「個人的な責任」があると主張。叙勲に反対する署名運動を展開し、70万人以上の賛同を得た。一方で労働党党首であるキア・スターマーは「ボリス・ジョンソンは褒章を受ける権利がないと思う」が、ブレアはナイト爵を「得るに値する」人物だと述べた。

## トニー・ブレア・フェース財団
首相退任後、トニー・ブレア・フェース財団を設立し、異なる宗教観の相互理解に努めつつ、中東を初めとする国々で紛争が解決して世界平和を実現するための活動をしている。

## 私生活
弁護士事務所の同期であった妻シェリーとの間に3男1女がいる。首相在職中の2000年5月に、トニーの父（本人からは祖父）と同名の末子（三男）レオが誕生している。育児休暇を取ることも検討したが、結局公務を外れる形での育児休暇はとらなかった。さらに、2005年には、テロ対策法の強化を進めようとするブレアと、基本的人権を守ろうとするシェリーとの対立を指摘する報道もあった。
読書、サッカー観戦（ニューカッスル・ユナイテッドのサポーター）、テニス、スカッシュ、音楽鑑賞が趣味である。音楽ではザ・ダークネスのファンだと公言している。また、1997年にオアシスを首相官邸に招いたり、何度かテレビカメラの前でギターを構えたりと「ロック好き」をアピールしている。

### 信仰
重要な決断を下す前に聖書を読む習慣があったことが、政府広報担当官の日記に記されている。自分の決断の是非は最終的に神の判断を受けることになるとして、「もし信仰を持つのであれば、最終的な判断を行うのは自分ではないことを知るだろう。神を信じるのであれば、その判断とは神によって行われる。」と述べている。本人によれば、元々敬虔なクリスチャンの家庭で育ったが、特に信仰熱心というわけではなかった。オックスフォード大学に進学した時に、そこでオーストラリア人の司祭と出会い、自分と社会との関係、さらには世界の見方について、求めていた答えを聖書が与えてくれることに気づいたと述べている。 
なお、ブレア本人はイングランド国教会の信徒であったが、妻子は全員カトリックである。退陣直前の2007年6月には、首相として最後のバチカン訪問を前に、「首相を退いたらすぐにでもブレアはカトリックに改宗する」との報道が相次いだ。2007年12月22日、報道を裏付けるようにブレアはイングランド国教会からカトリックへ改宗した。
2006年3月4日テレビ局ITV1の番組に出演し、イラク戦争参戦を決定する上で信仰が影響したことを認めた。

## 著作
- 『ブレア回顧録』（上下、石塚雅彦訳、日本経済新聞出版社、2011年）
- 『混乱の本質』ジャン＝クロード・トリシェ、クリスティーヌ・ラガルドほかと共著（徳川家広訳、土曜社、2012年）

### 評伝
- 『ブレアのイギリス　1997-2007』関西大学出版部、2012年

アンソニー・セルドン編、土倉莞爾・廣川嘉裕監訳